# シャム69
シャム69（Sham 69・シャムシックスティーナイン）は、イギリスサリー州ハーシャムで1976年に結成されたパンク・ロックバンドである。2014年時点で、「シャム69」を名乗るバンドは2つ存在している状態である。

## 経歴

### 結成から解散まで
1969年、サリー州のサッカークラブであるウォルトン・アンド・ハーシャムFCが地域リーグを制覇。その際、サポーターの一人がサッカー場の壁に、優勝を記念すべく「Walton & Hersham 69」の落書きを残した。
数年後、地元の青年ジミー・パーシー Jimmy Pursey がその落書きに目を留める。字は時を経て消えかかっており、「sham 69」の部分だけが残っていた。パーシーはこれを自らのバンド名に使用する。シャム69とフットボール・カルチャーは後年切っても切れない関係となるが、このエピソードはそれを象徴するものとして頻繁に引き合いに出されるようになる。
1977年、パーシー（ヴォーカル）、デイヴ・パーソンズ Dave Parsons （ギター）、アルビー・マスケル Albie Maskell （ベース）、マーク・ケイン Mark Cain（ドラムス）の陣容で、初シングル『I Don't Wanna』をインディー・レーベルのステップ・フォワードより発表。プロデュースはヴェルヴェット・アンダーグラウンドのジョン・ケイル。マスケルがデイヴ・トレガンナ Dave Treganna に交代し、翌1978年1月、シングル『ボスタル・ブレイクアウト Borstal Breakout』で英ポリドール・レコードよりメジャー・デビューを果たす。
サッカーの応援歌にも似た、観客が一緒に歌いやすい曲調は「シンガロング・スタイル」と呼ばれ（後のOi!パンクの源流とされる）、レコードセールスの上では好成績を残し続けたが、ライヴはパンクスやスキンヘッドたちの喧嘩の場と化し、活動に支障をきたすようになる。1978年のレディング・フェスティバルでは、『If the Kids Are United』を歌ってキッズたちの連帯を訴えても一向に喧嘩が収まらない状況にパーシーが絶望し、ステージ上で涙を流したと伝えられる（パーシーは一貫してこれを否定）。
1979年にシャム69は活動を停止。パーシーはスティーヴ・ジョーンズ、ポール・クックと『シャム・ピストルズ』結成へと動くが、頓挫。シャム69の活動に戻る。1980年のアルバム『The Game』（ドラムスはリック・ゴールドスタイン Rick Goldstein に交代）発表後に解散した。パーシーはソロ活動へ移り、元ジェネシスのピーター・ガブリエルらと共作を残したほか、エンジェリック・アップスターツなどのプロデュースを行った。トレガンナは元デッド・ボーイズのスティーヴ・ベイター、元ダムド～ヘリオンのブライアン・ジェイムスらとローズ・オブ・ザ・ニュー・チャーチを結成した。

### 再結成以後
1988年、パーシーとパーソンズが再合流、シャム69が再結成される。この二人以外のメンバーは流動的で、実態としてはバンドではなくプロジェクトであった。初期の荒々しい音楽性は影を潜め、ラップなども取り入れた多彩な音楽性を提示した。だが、初期の代表曲の再録だけのアルバムを発表したり、前のアルバムに収められた曲を次のアルバムにも収録するといった手法が、ファンや音楽メディアから批判の対象となることもあった。1990年には来日公演も実現している。
2005年、パーシーがジョン・ライドンと殴り合いの喧嘩をしたと報じられる。
2006年、初期シングル『Hurry Up Harry』が2006 FIFAワールドカップのイングランド応援歌『Hurry Up England』の元曲として採用され、注目を集めたが、その矢先にパーシーが脱退。デイ21（Day 21、かつてシャム69がライヴで用いた変名）に移る。パーソンズはティム・Vを新ヴォーカリストに迎え、シャム69を存続させた。
2011年、パーシーが出戻り、さらにトレガンナも再加入してシャム69が再建されたが、全盛期メンバーの出戻りに押し出される格好となったティム・Vら元メンバーは、最初期のギタリストであるニール・ハリスを加え、同じくシャム69を名乗って活動している。

## 主なディスコグラフィー

### シングル
- 『I Don't Wanna』1977
- 『Borstal Breakout』 1978
- 『汚れた顔の天使 Angels With Dirty Faces』 全英19位
- 『If the Kids Are United』 全英9位 - 日本では、王子ネピアの紙おむつのCMソングとして使用された[2]
- 『Hurry Up Harry』 全英10位
- 『Questions and Answers』 1979 全英18位
- 『Hersham Boys』 全英6位
- 『You're a Better Man Than』 全英49位
- 『Tell The Children』 1980　全英45位
- 『Unite and Win』
- 『Rip and Tear』 1987
- 『Outside the Warehouse』 1988
- 『Uptown』 1993
- 『Action Time Vision』 1993
- 『Girlfriend』 1995
- 『Swampy』 1996
- 『Hurry Up England』 2006

### オリジナル・アルバム
- 『テル・アス・ザ・トゥルース Tell Us the Truth』 1978 全英25位
- 『ザッツ・ライフ That's Life』（初期邦題・悪の挑戦） 1978 全英27位
- 『アドヴェンチャーズ・オブ・ザ・ハーシャム・ボーイズ The Adventures of the Hersham Boys』 1979 全英8位
- 『The Game』 1980
- 『Volunteer』 1988
- 『Information Libre』 1991
- 『Soapy Water and Mister Marmalade』 1995
- 『The A Files』 1997
- 『Direct Action: Day 21』 2001
- 『Hollywood Hero (U.S.)』 2007
- 『Western Culture (UK / Europe)』 2007

### ベストアルバムなど
- 『ベスト・オブ・シャム69 The First, the Best and the Last』 1980
- 『Kings & Queens』（再録アルバム） 1993